# Ismaël Koné
Ismaël Kenneth Jordan Koné (ur. 16 czerwca 2002 w Abidżanie) – kanadyjski piłkarz pochodzenia iworyjskiego występujący na pozycji środkowego pomocnika, reprezentant Kanady, od 2025 roku zawodnik francuskiego Rennes.